# Sutton (Massachusetts)
Pour les articles homonymes, voir Sutton.
Sutton est une ville du comté de Worcester dans l’État du Massachusetts.
Elle a été incorporée en 1714.
Sa population était de 9 357 habitants en 2020.